# 严森波
严森波（1913年2月2日—1989年12月），柬埔寨政治家。
严森波曾于1949年任柬埔寨首相兼内政大臣，1949年至1950年期间任首相兼国防大臣。1954年任财经大臣，1966年至1967年任司法大臣。
1970年朗诺政变后，严森波立即对政变表示支持，还撰写了一篇题为《我们为什么抛弃西哈努克》（តើហេតុអ្វីបានជាយើងបោះបង់ចោលសីហនុ）的文章。因此他受到西哈努克的痛恨。
高棉共和国期间，严森波于1970年担任外交大臣，1970年至1971年任司法大臣，1971年至1972年任柬埔寨国民议会主席，1972年再任司法大臣。1975年红色高棉攻占金边前流亡法国，后死于巴黎。